# CYP27C1
CYP27C1‏ (Cytochrome P450 family 27 subfamily C member 1) هوَ بروتين يُشَفر بواسطة جين CYP27C1 في الإنسان.